# West Elizabeth, Pennsylvania
West Elizabeth là một thị trấn thuộc quận Allegheny, tiểu bang Pennsylvania, Hoa Kỳ. Năm 2010, dân số của thị trấn này là 518 người.